# Fabrizio Cassol
Fabrizio Cassol (Ougrée, 8 juni 1964) is een Belgische saxofonist en componist en de eerste gebruiker van de aulochroom (een dubbele sopraansaxofoon).

## Levensloop
Tussen 1982 en 1985 studeerde hij aan het conservatorium van Luik, waar hij een eerste prijs behaalde voor saxofoon. Hij behaalde tevens diploma's voor improvisatie en compositie. Vanaf 1984 ging hij verder in de leer bij onder andere François Daneels, John Ruocco, Dennis Luxion, Steve Coleman, Evan Parker en Joe Lovano. Op hetzelfde moment begon Cassol te toeren met zijn eerste band (Trio Bravo, met Michel Massot en Michel Debrulle). In 1991 reisde hij met collega's Stéphane Galland en Michel Hatzigeorgiou naar de wouden van Centraal-Afrika, waar hij de Akapygmeeën ontmoette. Bij hun terugkeer vormde het trio samen Aka Moon, dat tot op vandaag het belangrijkste project van Cassol blijft. Daarnaast trad hij op met muzikanten als Frederic Rzewski, Garrett List, William Sheller, Jacques Pelzer, Toots Thielemans, David Linx, Henri Pousseur, Kris Defoort en DJ Grazzhoppa.
Cassol componeerde ook muziek voor danstheater. Dit deed hij voor het eerst in 1992 voor Catherine Lazar en Brigitte Kaquet, en daarna opnieuw voor Kaquet in 1994 en in 2001 voor de productie In Real Time van Anne Teresa De Keersmaeker. In 2006 componeert hij de muziek voor VSPRS, een voorstelling van Les Ballets C de la B gecreëerd door Alain Platel en Cassol. De muziek voor VSPRS is geïnspireerd door Vespro della Beata Vergine van Claudio Monteverdi.
In 1995 componeerde hij samen met Kris Defoort het album Variations On A Love Supreme. Hij won in 1998 de Belgische Gouden Django voor beste Franstalige artiest. Sinds september 2001 gebruikt hij de aulochroom, een nieuw instrument dat ontwikkeld werd door François Louis. Hij stelde het instrument aan het publiek voor in oktober 2002 in Parijs. Vanaf 2006 werkte hij met de Malinese Oumou Sangare samen. Cassol werd docent aan de muziekacademie van Etterbeek.

## Bands
- Trio Bravo
- Nasa Na Band
- Aka Moon
- Variations On A Love Supreme
- K.D.'s Basement Party
- Eric Legnini
- La Grande Formation
- Pierre Vaiana
- DJ Grazzhoppa's DJ Big Band

## Discografie

### Met Aka Moon
- Aka Moon (1992)
- Nzomba (1992)
- Rebirth (1994)
- Akasha vol. 1 (1995)
- Akasha vol. 2 (1995)
- Ganesh (1997)
- Elohim (1997)
- Live At Vooruit (1997)
- Live At The Kaai (1999)
- Invisible Mother (1999)
- Invisible Sun (2000)
- In Real Time (2001)
- Invisible Moon (2001)
- Guitars (2002)
- Amazir (2006)

### Samen met Kris Defoort
- Variations On A Love Supreme

### Als muzikant
bij K.D.'s Basement Party
- Sketches of Belgium / Live at De Werf (2006)
- Sketches Of Belgium (1993)

bij David Linx / Diederik Wissels
- Bandarkah (1998)

### Als componist
- VSPRS (2006)
- I Silenti (2021)